# Antisti (metge)
Antisti (llatí: Antistius) era el nom del metge que va examinar a Juli Cèsar després del seu assassinat l'any 44 aC. Suetoni explica que Antisti va declarar que de totes les ferides que havia patit només una era mortal, la que va rebre al pit.